# Таруи
Таруи (яп. 垂井町 Таруи-тё:) — посёлок в Японии, находящийся в уезде Фува префектуры Гифу. Площадь посёлка составляет 57,14 км², население — 28 016 человек (1 июля 2014), плотность населения — 490,30 чел./км².

## Географическое положение
Посёлок расположен на острове Хонсю в префектуре Гифу региона Тюбу. С ним граничат город Огаки и посёлки Йоро, Ибигава, Икеда.

## Население
Население посёлка составляет 28 016 человек (1 июля 2014), а плотность — 490,30 чел./км². Изменение численности населения с 1980 по 2005 годы:
| 1980 | 26 404 чел. |  |
| 1985 | 27 899 чел. |  |
| 1990 | 28 605 чел. |  |
| 1995 | 28 736 чел. |  |
| 2000 | 28 935 чел. |  |
| 2005 | 28 895 чел. |  |

## Символика
Деревом посёлка считается Zelkova serrata, цветком — камелия.